# 喜马拉雅早熟禾
喜马拉雅早熟禾（学名：Poa himalayana）为禾本科早熟禾属下的一个种。其种加词“himalayana”意为“喜马拉雅山脉的”。分布在中国西藏、云南、四川西部地区。